# Ахмад Шукейри
Ахмад Ал-Шукейри, с варианти на фамилното име Шукейри или Шукайри, е палестински политик.
Роден е в гр. Тебнин, Южен Ливан. Майка му е туркиня, баща му Асад Шукейри (1860-1940) е палестинец, член на Османския парламент (1908 – 1912).
Ахмад Шукейри следва право в Британския юридически колеж в Йерусалим и в Американския университет в Бейрут. Става известен адвокат в Британска Палестина. Съучредител е на общоарабската Партия на независимостта „Истиклял“ през 1932 г., влиза във Върховния арабски комитет (1946), става помощник генерален секретар на Арабската лига (1950). Той е основател и първи председател на Организацията за освобождение на Палестина (ООП).
Заема следните длъжности:
- дипломат в представителството на Сирия в ООН (1949 – 1951);
- помощник генерален секретар на Арабската лига (1950 – 1956);
- постоянен представител на Саудитска Арабия в ООН (1957 – 1962);
- председател на ООП (2 юни 1964 - 24 декември 1967).

На последния си пост е наследен от Ясер Арафат.